# زبان نپال بهاسایی
زبان نپال بهاسایی (नेपाल भाषा)، نِواه بهایی یا نِواری از خانوادهٔ زبان‌های چینی-تبتی و از زبان‌های رسمی نپال است که حدود ۸۰۰ هزار تن گویشور دارد.
کد بین‌المللی این زبان (new) می‌باشد.